# 安德烈亚斯·埃伯特
安德烈亚斯·埃伯特（德語：Andreas Ebert，？—），德国男子赛艇运动员。他曾代表东德参加1978年世界赛艇锦标赛，获得男子八人单桨有舵手金牌。